# La Esterella

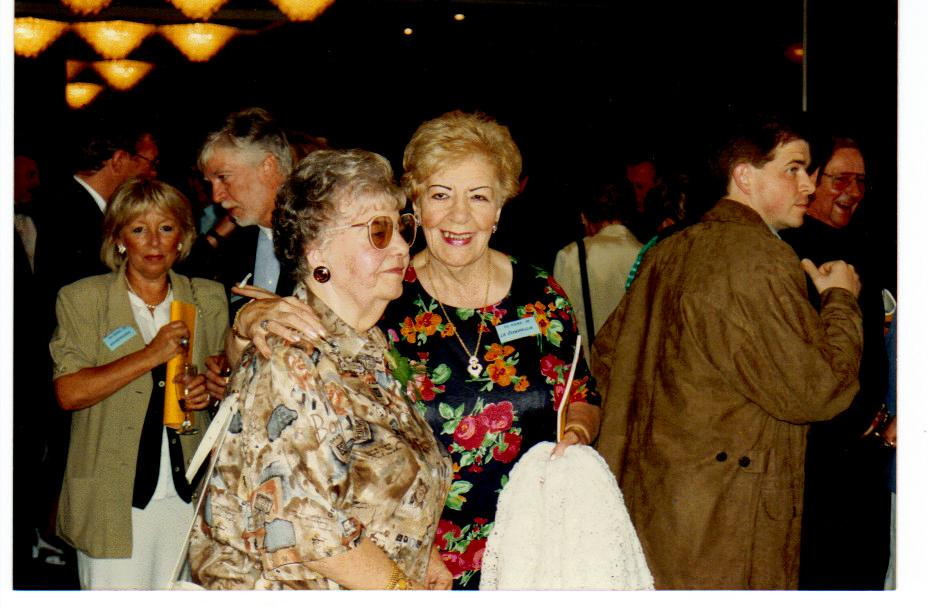
Ke Riema und La Esterella

La Esterella (* 7. Mai 1919 in Antwerpen als Ester Lambrechts; † 11. April 2011 ebenda) war eine flämische Sängerin. Bekanntheit erlangte sie vor allem durch den Klassiker Oh! Lieve Vrouwetoren. Als Markenzeichen galt ihre tiefe Stimme, aufgrund der sie teilweise auch die „belgische Zarah Leander“ genannt wurde. La Esterella war die erste flämische Künstlerin, die internationale Erfolge erzielte.

## Leben
La Esterella arbeitete zunächst als Näherin. Sie sang gelegentlich auf Partys und wurde dabei von dem Dirigenten Jacques Kluger entdeckt. Aufgrund der fehlenden Einwilligung ihrer Eltern lehnte sie jedoch das Angebot, in seiner Band zu singen, ab. 1940 begann sie an Gesangswettbewerben im Antwerpener Varieté Oud-België teilzunehmen und wurde dabei durch ihren zukünftigen Ehemann und Manager Charly Schleimovitz entdeckt. Sie begann ihre Karriere als Sängerin populärer und romantischer Lieder sowie der leichten Klassik. Ihr Ambitus betrug dreieinhalb Oktaven.
Während des Zweiten Weltkriegs war La Esterella gezwungen in Deutschland aufzutreten, wo sie „die Kanone“ genannt wurde. Nach dem Krieg erzielte sie ihren Durchbruch und spielte von 1948 bis 1954 für sechs Monate im Jahr in den Theatern der britischen Badeorte. Im Jahr 1948 sang sie im Fernsehstudio der BBC und war damit die erste flämische Sängerin, die im Fernsehen auftrat. Im selben Jahr erlangte sie auch in anderen europäischen Ländern Bekanntheit, darunter in Frankreich, Norwegen und der Tschechoslowakei, wo sie jeweils mindestens ein Lied in der jeweiligen Landessprache aufführte.
Im Jahre 1953 wurde ihr ein Plattenvertrag bei Philips Records angeboten. Das Unternehmen riet ihr dazu, zukünftig nur noch in niederländischer Sprache zu singen. Ihr Lied „Oh! Lieve Vrouwe toren“ aus dem gleichen Jahr war ein sofortiger Erfolg. Bis 1959 erzielte sie mehrere Hits. Als ihr Mann in diesem Jahr schwer erkrankte, beschloss sie, ihre beruflichen Aktivitäten und Auftritte einzuschränken und beendete ihre Karriere schließlich nach dem Tode ihres Mannes im Jahr 1962.
La Esterella nahm in der Folge eine Tätigkeit als Sekretärin auf und heiratete im Jahr 1970 Victor Van Buel († 1980). Nach ihrer Pensionierung im Jahre 1982 nahm sie überraschend ein Angebot des Radiomoderators Jos Baudewijn an, in seiner Show „Vragen staat vrij“ aufzutreten. Sie sang Frank Sinatras Ol’ Man River und erhielt so positive Reaktionen, dass sie beschloss, ihre Karriere wieder aufzunehmen. An ihre früheren Erfolge konnte sie jedoch nicht wieder anknüpfen. Ihr letztes Album „Liedjes die ik graag zong“ erschien im Jahr 1988. Auch in späteren Jahren nahm sie noch vereinzelt Lieder auf, darunter im Jahr 1995 mit Coco Jr. Im Jahr 2000 wirkte sie zusammen mit Alex Callier von der Band Hooverphonic und Regi Penxten von Milk Inc. am Soundtrack für den belgischen Film Shades mit.
La Esterella trat im Laufe ihrer Karriere regelmäßig in Fernsehsendungen (Klasgenoten, 20 jaar Gaston en Leo, Gaston 80) und Fernsehfilmen (La Esterella, eine Diva, Steggerda spielt Steggerda) auf. Im Jahr 2003 hatte sie einen letzten Auftritt in dem Kurzfilm „A Piece of Cake“.
Im Jahr 2004 präsentierte sie mit dem Dichter Tom Lanoye das Gedicht „De kathedraal antwoordt“. Gelegentlich trat sie trotz altersbedingter gesundheitlicher Probleme noch auf großen Bühnen auf und absolvierte TV-Auftritte. Zuletzt sang sie am 5. Januar 2007 in der TV-Show-Gala Gaston 80 mit Paul Michiels im Duett. Im Jahr 2008 erkrankte sie und verbrachte drei Monate in einem Krankenhaus. Anschließend war La Esterella gezwungen in ein Pflegeheim zu ziehen. Sie starb am 11. April 2011 in einem Krankenhaus in ihrer Heimatstadt Antwerpen. Unter großer öffentlicher Anteilnahme wurde in der Liebfrauenkathedrale Abschied von La Esterella genommen. Tom Lanoye würdigte sie in seiner Trauerrede als „Monument der flämischen Volkskultur“. Ihre letzte Ruhestätte fand sie am 18. April in einem Ehrengrab des Friedhofes Schoonselhof.

## Auszeichnungen
Im Jahr 2001 erhielt sie von Radio 2 die Auszeichnung „Voor een Leven Vol Muziek“ und wurde in die Hall of Fame der flämischen Musik aufgenommen. Als weitere Ehrenauszeichnung wurde La Esterella in den Leopoldsorden als Offizier aufgenommen.

## Diskographie

### Singles (Auswahl)
- Und wieder geht ein schöner Tag zu Ende (1942/43)
- Alleen door jou (1952)
- Oh! Lieve Vrouwe toren (1953)
- Voor een kusje van jou (1953)
- Het lied van mijn hart (1953)
- Eeuwig (1953)
- Dank (1953)
- Alle moeders (1954)
- In je hart (1954)
- Kom bij mij (1954)
- ’t Is zo goed (1954)
- Ave Maria (1955)
- Goedenacht... tot morgen (1955)
- Zachtjes, zachtjes (1955)
- Mandolino (1955)
- Heden en verleden (1955)
- Weldra komt de dag (1955)
- Zonneschijn voor iedereen (1955)
- Arrivederci Roma (1956)
- La luna (1956)
- Refrein (1956)
- Ga hand in hand (1956)
- Bij het open vuur (1956)
- Het lied van Lima (1957)
- Klimrozen bloeiden (1957)
- Verliefde ogen (1957)
- Steeds denk ik aan jou (1958)
- Maria's kind (1958)
- Rozen vallen uit de hemel (1959)
- Liefdesvreugd, liefdesleed (1959)
- Het liedje zonder woorden (1959)
- De dag dat ons kindje komt (1959)
- Mexicaans liefdeslied (1959)
- Zeg de waarheid (1960)
- Vieni, vieni, qui (1960)
- Carnaval in Madrid (1962)
- Heimwee (1984)
- Do you know what it means (1999)

### Alben
- De gouden stem van La Esterella (1, 2 en 3) (1969, 1970 en 1971)
- Het beste van La Esterella (1974)
- Liedjes die ik steeds graag zong (1988)
- De levende legende (1989)
- Het beste van La Esterella (1997)
- Oh Lieve Vrouwe toren (2002)